# Roy-Boissy

Roy-Boissy este o comună în departamentul Oise, Franța. În 1 ianuarie 2022 avea o populație de 329 de locuitori.